# Batusha
Batusha (albanska: Batusha, serbiska: Batuša) är en by i Kosovo. Den ligger i kommunen Gjakova. Enligt den senaste folkräkningen år 2011 fanns det 957 invånare.

## Demografi
| Demografi | 2011 |
| --------- | ---- |
| albaner   | 955  |
| okänd     | 2    |